# Duanmu Ci
Dans ce nom chinois, le nom de famille, Duanmu, précède le nom personnel.
Duanmu Ci (en chinois: 端木賜; selon la romanisation Wade–Giles: Tuan-mu Tz'u), né en 520 av. J-C. et mort en 456 av. J.-C., est un philosophe chinois. Également connu sous son prénom de courtoisie, Zigong (chinois: 子贡; Wade–Giles:Tzu-kung), il est l'un des plus importants et des plus fidèles disciples de Confucius (les Douze Philosophes).
Parmi les disciples de Confucius, il était considéré comme le deuxième meilleur orateur, après Zai Yu. Il était également un diplomate éminent de la Période des Printemps et Automnes, qui occupa d'importantes fonctions gouvernementales, ainsi qu'un riche négociant.

## Biographie
Duanmu Ci (Zigong) est né dans l'État de Wei, et a trente-et-un ans de moins que Confucius. Dans les Entretiens, il apparaît comme l'un des plus brillants orateurs parmi les disciples du maître. Ce dernier déclara: « Après l'arrivée de Ci parmi mes élèves, des étudiants vinrent de loin, quotidiennement, pour assister à mes leçons ». Selon Zhu Xi, Zigong était un marchand qui fit fortune au prix d'un dur labeur, et qui développa une grande maîtrise de soi grâce à ses activités commerciales (Entretiens, 11.18).
Dès son arrivée auprès de Confucius, il montra rapidement une faculté de saisir les raisonnements du maître, et affina encore sa pensée grâce à ses enseignements. Il est ensuite devenu un orateur reconnu et un diplomate de premier plan (Entretiens, 11.3), mais Confucius pourrait avoir considéré qu'il n'avait pas les qualités d'adaptation et l'empathie nécessaires pour atteindre la parfaite vertu (ren). Zigong a un jour affirmé avoir atteint l'idéal moral prôné par le maître, et fut vertement contredit par lui (Entretiens, 5.12). Dans un autre entretien, Confucius l'accuse d'être trop strict avec les autres et de ne pas tenir compte des capacités de chacun (Entretiens, 14.29). Il est en outre l'un des disciples de Confucius qui apparaît le plus fréquemment dans les Entretiens : il figure également dans les textes 9.6, 9.13, 11.13, 13.20, 14.17, et 17.19.
Le Zhuangzi et les Mémoires du Grand Historien (Shiji) rapportent tous deux une conversation entre Zigong et Yuan Xian, un autre disciple majeur de Confucius. Zigong est allé rencontrer Yuan Xian dans son village. Selon ces textes, Yuan vivait dans une petite cabane avec un toit de chaume, à laquelle on accède par des ruelles trop étroites pour un char. Zigong témoigna sa pitié pour Yuan vivant dans une telle misère, mais Yuan Xian rétorqua qu'il était capable de mettre le Tao en pratique, et que la pauvreté n'équivaut pas à la détresse. Les chroniques ont rapporté que, pour le reste de sa vie, Zigong eut honte d'avoir tenu ces paroles,.